# Ataenius gracilis
Ataenius gracilis är en skalbaggsart som beskrevs av Melsheimer 1845. Ataenius gracilis ingår i släktet Ataenius och familjen Aphodiidae. Inga underarter finns listade.